# لو يوي
لو يوي هي لاعبة هوكي الجليد صينية، ولدت في 22 أبريل 1987 في هاربن في الصين.

## وصلات خارجية
- لو يوي على موقع EliteProspects.com (الإنجليزية)
- لو يوي على موقع Eurohockey.com (الإنجليزية)
- لو يوي على موقع اللجنة الأولمبية الدولية (الإنجليزية)
- لو يوي على موقع أوليمبيديا (الإنجليزية)